# Haustadt
Haustadt ist ein Ortsteil der Gemeinde Beckingen im Landkreis Merzig-Wadern (Saarland). Bis Ende 1973 war Haustadt eine eigenständige Gemeinde. Haustadt ist Namensgeber des Haustadter Tales, welches, dem Lauf des Mackenbachs und des Mühlenbachs folgend, die Beckinger Ortsteile Oppen, Reimsbach, Honzrath, Haustadt und Beckingen miteinander verbindet.

## Geschichte
Haustadt wurde im Jahr 1147 zum ersten Mal unter dem Namen Hustat urkundlich erwähnt. Der Ortsname weist auf eine mittelalterliche Rodungssiedlung hin, die vermutlich vom Altort Beckingen ausging. Es handelt sich um die "Stätte, an der ein Hof bzw. ein Haus liegt". Ein durch eine Rodung angelegtes Hofgut weitete sich mit der Zeit zu seiner dörflichen Ansiedlung aus. Erste Nachweise für die Besiedlung des Haustadter Tales gehen allerdings bis in die Bronzezeit zurück. Zur Zeit des Römischen Reichs verlief durch den Ort eine wichtige Verkehrsader.
Im Rahmen der saarländischen Gebiets- und Verwaltungsreform wurde die bis dahin eigenständige Gemeinde Haustadt am 1. Januar 1974 der damals neu gebildeten Gemeinde Beckingen zugeordnet und ist seitdem ein Ortsteil und ein Gemeindebezirk.

## Politik
Bei den Ortsratswahlen 2014 erhielt die CDU 62,1 %, die SPD 24,0 % und die Linke 13,9 % der Stimmen. Damit stellt die CDU den Ortsvorsteher.

## Wappen
Blasonierung: In Silber ein durchgehendes schwarzes Kreuz, überdeckt mit einem Herzschild, darin in Silber auf einem grünen Hügel eine grüne Linde mit sechzehn Blättern. Die Gemeindefarben sind Grün-Weiß. 
Erklärung:
Das schwarze Kreuz erinnert an die historische Zugehörigkeit Haustadts zur Deutschordens-Kommende Beckingen. Der Deutsche Orden nutzt seit seiner Gründung im Jahr 1190 ein schwarzes Kreuz auf weißem Hintergrund zur Abgrenzung und Unterscheidung von den anderen Ritterorden, die bereits Kreuze in anderen Farben hatten. Die Bedeutung des Kreuzes geht auf das Kreuz Christi zurück und sollte zeigen, dass der Orden von christlicher Prägung ist.
Die Linde erinnert an die Haustadter Gerichtslinde an der alten Mauritiuskirche. Ihre zentrale Stellung im Wappen deutet die historische Zentrumsfunktion Haustadts im Haustadter Tal an. Die 16 Lindenblätter symbolisieren die Einteilung des Haustadter Bannes in 16 Teile (ohne Zählung des Hofgutes, des Kircheneigentums sowie des Pfarrwittums, also das unbewegliche Vermögen der Pfarrpfründe). Die grüne Farbe steht für die reiche Vegetation des Haustadter Tales. 
Den Entwurf des Wappens verfertigte Kurt Hoppstädter. Das Wappen wurde am 24. Mai 1957 durch das Innenministerium des Saarlandes veröffentlicht und  der Gemeinde am 23. Juni 1957 in Haustadt selbst verliehen.

## Sehenswürdigkeiten
Der „Naturpark Wolferskopf“ ist eines der größten Naturschutzgebiete im südwestdeutschen Raum. Er beheimatet über 450 verschiedene, darunter 34 bundesweit bedrohte, Pflanzenarten. Unter ihnen ist auch das Übersehene Knabenkraut.

## Persönlichkeiten
- In Haustadt wurde 1944 der Theologe Johannes Reiter geboren, der 2004 von Papst Johannes Paul II. in die Internationale Theologenkommission berufen wurde und mehrfach als Berater der Bundesregierung und des Bundestages im Bereich der Medizinethik tätig war.
- Ebenfalls aus Haustadt stammte der Parapsychologe Johannes Mischo (1930–2001).
- Der in Haustadt geborene Journalist und Autor Achim Barth (1950–1989) war Feuilleton–Chefredakteur des Münchner Merkur.